# Maurice Chambelland
Pour les articles homonymes, voir Chambelland.
Maurice Chambelland est un militant syndicaliste français, né à Belfort le 18 septembre 1901 et mort à Paris le 26 mai 1966. Il est secrétaire du Syndicat CGT des correcteurs de 1937 à 1939. 

## Biographie
Fonctionnaire des contributions, journaliste, comptable puis correcteur d'imprimerie, il s'engage dès 1918 dans le syndicalisme. Proche de Pierre Monatte, celui-ci le fait entrer à La Vie ouvrière. Dans les luttes de tendances qui agitent le syndicalisme et le communisme au début des années 1920 il se prononce vivement pour l'autonomie du syndicalisme par rapport aux partis politiques au sein de la nouvelle centrale syndicale, la CGTU. 
Journaliste à L'Humanité, où il est secrétaire de rédaction, il en démissionne avec fracasen avril 1924, avec notamment Alfred Rosmer, s'élevant contre la "bolchévisation" de l'organe de presse du Parti communiste. 
Partisan du syndicalisme révolutionnaire, il participe au noyau fondateur de la revue La Révolution prolétarienne, fondée par Pierre Monatte en 1925. Dès lors ses activités militantes se confondent avec la revue. Il anime jusqu'en 1932 une tendance "syndicaliste révolutionnaire" au sein de la CGTU. En 1930 il fait partie du "Comité des 22", constitué de syndicalistes confédérés, autonomes et unitaires qui se prononcent pour l'unité syndicale. Actif au moment du Front populaire et de la réunification syndicale, il est durant la guerre un des mainteneurs de contact du noyau de La Révolution prolétarienne qui a cessé de paraître. Artisan de la reparution de la revue en 1947, il en conçoit le numéro spécial en hommage à Pierre Monatte, lors de la mort de ce militant.
Sa fille Colette Chambelland, archiviste et historienne du mouvement ouvrier, a été directrice du Musée social à Paris.